# Digger (1993)
Digger is een Canadese komedie-drama film uit 1993 met in de hoofdrollen Leslie Nielsen, Adam Hann-Byrd, Joshua Jackson, Timothy Bottoms, Barbara Williams en Olympia Dukakis. De film ging in première op 30 september 1993 op het Vancouver International Film Festival. De film werd uitgebracht in Canada op 22 april 1994.

## Perceel
Een 12-jarige jongen (Adam Hann-Byrd) wordt naar familie gestuurd wanneer zijn ouders uit elkaar gaan. Hij raakt bevriend met een stervende jongen (Joshua Jackson) die een griezelige band met de natuur heeft.

## Productie
De film werd opgenomen in Canada, van september tot november 1992.

## Onderscheidingen
- 1994: Beste prestatie in Art direction/Production design, Mark S. Freeborn
- 1994: Beste Partituur, Todd Boekelheide